# Murbeckiella huetii
Murbeckiella huetii är en korsblommig växtart som först beskrevs av Pierre Edmond Boissier, och fick sitt nu gällande namn av Werner Hugo Paul Rothmaler. Murbeckiella huetii ingår i släktet Murbeckiella och familjen korsblommiga växter. Inga underarter finns listade i Catalogue of Life.